# Pedro Ruiz La Rosa
Pedro Domingo Ruiz La Rosa (Huaral, Perú, 6 de julio de 1947) es un futbolista peruano que jugaba como mediocampista y fue integrante de la selección peruana. Es considerado el máximo ídolo del club Unión Huaral e ídolo del deporte en su ciudad natal.
Con el Unión Huaral ganó un subcampeonato en 1974 y el campeonato nacional de 1976. Además fue campeón con el Defensor Lima en 1973, y campeón con el Sporting Cristal en 1983.

## Trayectoria
Hijo de Don Juan Ruiz Gallardo y de Doña Antonia La Rosa Matsuda. Sus hermanos Daniel, Jaime, Eusebio, Manuel, Enrique, Víctor Manuel y Claudio también se dedicaron al fútbol con distinto éxito. Daniel Ruiz destacado jugador del club Universitario y fue goleador durante tres temporadas, Jaime Ruiz La Rosa también fue jugador del cuadro estudiantil, así como Manuel Ruiz La Rosa, por su parte Enrique "Chanchito" Ruiz La Rosa fue jugador del Unión Huaral al igual que él.
"Pedrito" Ruiz inició su carrera jugando la Copa Perú de su natal Huaral por el Oscar Berckemeyer. En un amistoso jugado en esta ciudad contra Defensor Lima impresionó al comando técnico de este equipo que lo contrató para jugar en Primera División la temporada 1967. Luego viajó al norte a la ciudad de Chiclayo para enrolarse a las filas del Juan Aurich. Regresa al Defensor Lima y logra salir campeón del Descentralizado 1973. 
En 1974 retorna a su tierra Huaral para jugar por el Unión Huaral y salir campeón del Descentralizado 1976. En 1983 es contratado por el Sporting Cristal logrando el campeonato Nacional y el tercero de su carrera, se retiró en el Unión Huaral en 1987.
Como entrenador consiguió el campeonato de Segunda División con Unión Huaral en el 2002 y lo dirigió hasta fines del 2003.

## Selección Peruana
Ha sido internacional con la Selección de fútbol del Perú participando en el equipo que ganaría la Copa América de 1975.

### Participaciones en Copa América
| Copa América      | Resultado |
| ----------------- | --------- |
| Copa América 1975 | Campeón   |

## Clubes
| Club              | País | Periodo     |
| ----------------- | ---- | ----------- |
| Oscar Berckemeyer | Perú | 1966        |
| Defensor Lima     | Perú | 1967 - 1971 |
| Juan Aurich       | Perú | 1972        |
| Defensor Lima     | Perú | 1973        |
| Unión Huaral      | Perú | 1974 - 1982 |
| Sporting Cristal  | Perú | 1983 - 1984 |
| Unión Huaral      | Perú | 1985 - 1987 |

## Estadísticas
Datos actualizados a fin de carrera deportiva.
| Defensor Lima · Perú |               |               |     |    |    |   |    |     |     |    |
| 1.ª | 1967          | 2             | 0   | -  | -  | - | -  | 2   | 0   |    |
| 1.ª | 1968          | 8             | 0   | -  | -  | 3 | 0  | 11  | 0   |    |
| 1.ª | 1969          | 16            | 1   | -  | -  | - | -  | 16  | 1   |    |
| 1.ª | 1970          | 21            | 3   | 4  | 1  | - | -  | 25  | 4   |    |
| 1.ª | 1971          | 17            | 2   | -  | -  | - | -  | 17  | 2   |    |
| 1.ª | 1973          | 13            | 1   | -  | -  | - | -  | 13  | 1   |    |
| Total club | Total club    | 76            | 7   | 4  | 1  | 0 | 0  | 80  | 8   |    |
| Juan Aurich · Perú |               |               |     |    |    |   |    |     |     |    |
| 1.ª | 1972          | 26            | 3   | -  | -  | - | -  | 26  | 3   |    |
| Total club | Total club    | 26            | 3   | 0  | 0  | 0 | 0  | 26  | 3   |    |
| Unión Huaral · Perú |               |               |     |    |    |   |    |     |     |    |
| 1.ª | 1974          | 38            | 14  | 2  | 0  | - | -  | 40  | 14  |    |
| 1.ª | 1975          | 32            | 11  | -  | -  | 6 | 1  | 38  | 12  |    |
| 1.ª | 1976          | 26            | 7   | 4  | 0  | - | -  | 30  | 7   |    |
| 1.ª | 1977          | 31            | 10  | -  | -  | 2 | 1  | 33  | 11  |    |
| 1.ª | 1978          | 28            | 2   | 7  | 1  | - | -  | 34  | 3   |    |
| 1.ª | 1979          | 37            | 5   | -  | -  | - | -  | 37  | 5   |    |
| 1.ª | 1980          | 13            | 1   | -  | -  | - | -  | 13  | 1   |    |
| 1.ª | 1981          | 22            | 5   | -  | -  | - | -  | 22  | 5   |    |
| 1.ª | 1982          | 20            | 2   | -  | -  | - | -  | 20  | 2   |    |
| 1.ª | 1985          | 9             | 1   | -  | -  | - | -  | 9   | 1   |    |
| 1.ª | 1986          | 13            | 0   | 3  | 0  | - | -  | 16  | 0   |    |
| 1.ª | 1987          | 25            | 2   | 6  | 1  | - | -  | 31  | 3   |    |
| 1.ª | 1988          | 1             | 0   | -  | -  | - | -  | 1   | 0   |    |
| Total club | Total club    | 296           | 60  | 22 | 2  | 8 | 2  | 338 | 65  |    |
| Sporting Cristal · Perú |               |               |     |    |    |   |    |     |     |    |
| 1.ª | 1983          | 27            | 3   | -  | -  | - | -  | 27  | 3   |    |
| 1.ª | 1984          | 24            | 3   | 1  | 0  | 7 | 1  | 32  | 4   |    |
| Total club | Total club    | 51            | 6   | 1  | 0  | 7 | 1  | 59  | 7   |    |
| Total carrera | Total carrera | Total carrera | 449 | 77 | 27 | 3 | 18 | 3   | 502 | 83 |
| (1) Incluye datos de la División Intermedia, Copa Presidente de la República. (2) Incluye datos de la Copa Libertadores (1968, 1975, 1977, 1984). (3) No incluye goles en partidos amistosos. |               |               |     |    |    |   |    |     |     |    |

## Palmarés

### Campeonatos nacionales
| Título           | Club             | País | Año  |
| ---------------- | ---------------- | ---- | ---- |
| Primera División | Defensor Lima    | Perú | 1973 |
| Primera División | Unión Huaral     | Perú | 1976 |
| Primera División | Sporting Cristal | Perú | 1983 |

### Distinciones y logros
| Distinción                                                   | Año  |
| ------------------------------------------------------------ | ---- |
| Jugador con más partidos en el Unión Huaral (336 partidos)   | 1987 |
| Segundo máximo goleador histórico de Unión Huaral (64 goles) | 1987 |